# Nysjön, Östergötland
Nysjön är en sjö i Söderköpings kommun i Östergötland och ingår i Söderköpingsåns huvudavrinningsområde. Sjöns area är 0,043 kvadratkilometer och den befinner sig 47,8 meter över havet.